# Смарт, Уильям
Уильям Маршалл Смарт (9 марта 1889 — 17 сентября 1975) — шотландский астроном XX века, президент Британского Королевского астрономического общества в 1949—1951 гг.

## Биография
Родился в городе Дун графства Стерлингшир, сын Питера Ферни Смарта и Изабеллы Маршалл Харроуэр. Получил образование в средней школе Макларена в Калландере, в 1910 году окончил университет Глазго, получив степень магистра искусств по математике и естественным наукам. Затем поступил в Тринити-колледж Кембриджского университета, где получил тройную первую степень в трайпосе по математике и выиграл медаль Тайсона по астрономии.
Во время Первой мировой войны служил инструктором по навигации в Королевском флоте Великобритании (Королевская военно-морская академия Гринвич, 1915 год; на корабле HMS Emperor of India, 1916—1919 годы). После окончания войны вернулся в Кембриджский университет, став преподавателем математики. Вместе с командиром Ф. Н. Ширмом написал руководство Адмиралтейства по навигации (1922). С 1937 по 1959 год занимал должность регент-профессора астрономии в университете Глазго. Первое издание его учебника по сферической астрономии вышло в свет в 1931 году.
Во время Второй мировой войны Смарт опубликовал четыре тома по морскому и воздушному ориентированию, ставшие учебниками для вооруженных сил. За свою карьеру написал более двадцати научных книг и признан лидером в своей области.
В 1943 году избран членом Королевского общества Эдинбурга. Предложили его кандидатуру Эдвард Хиндл, Уильям Майкл Герман Гривз, Эдвин Артур Бейкер и Джеймс Пикеринг Кендалл. Был вице-президентом Общества с 1952 по 1955 год.
В 1944 году переехал в собственность университета: дом № 2 на площади в Глазго, ранее принадлежавший профессору Данкану М. Блэру.
Был президентом Королевского астрономического общества с 1949 по 1951 год и являлся членом Королевского института навигации.
В 1958 году награждён медалью Лоример от Астрономического общества Эдинбурга.

### Семья
Женился на Изабель Карсуэл. Среди их детей — профессор Ниниан Смарт и философ, профессор Джон Джеймисон Карсвелл Смарт.